# 毎日童話新人賞
毎日童話新人賞（まいにちどうわしんじんしょう）は、かつて毎日新聞社が主催していた、児童文学を対象とした公募文学賞。昭和52年度（1977年）に創設され、平成14年度（2002年）・第26回をもって休止された。

## 最優秀賞受賞作品
※出典は下記e-honウェブサイトによる。
- 第1回（昭和52年度） - 山田正志 『おおかみようちえんにいく』
- 第2回（昭和53年度） - 佐竹啓子 『ゆみちゃんのでんわ』、吉橋通夫 『たんば太郎』
- 第3回（昭和54年度） - 松沢睦実 『マノおじさんとねむりりゅう』
- 第4回（昭和55年度） - 浅川由貴 『一年生になった王さま』
- 第5回（昭和56年度） - 武谷千保美 『あけるなよ、このひき出し』
- 第6回（昭和57年度） - 丸井裕子 『ハイエナ・ガルのレストラン』
- 第7回（昭和58年度） - みづしま志穂 『つよいぞポイポイ　きみはヒーロー』
- 第8回（昭和59年度） - 舟木玲子 『ぶーぶーブースカロボットカー』
- 第9回（昭和60年度） - 左近蘭子 『かばはかせとたんていがえる』
- 第10回（昭和61年度） - 寮美千子 『ねっけつビスケットチビスケくん』
- 第11回（昭和62年度） - 該当作なし
- 第12回（昭和63年度） - 八木純子 『ようふくなおしはまかせなさい』
- 第13回（平成元年度） - 山内将史 『とんでもないぞう』
- 第14回（平成2年度） - 西山あつ子 『ドンはかせとおばあさん』
- 第15回（平成3年度） - 村山早紀 『小さいエリちゃん』
- 第16回（平成4年度） - 亀谷みどり 『かめやまくんちのでんわおばけ』
- 第17回（平成5年度） - 麻生かづこ 『ぞうのくしゃみでおおさわぎ』
- 第18回（平成6年度） - 伊東ひさ子 『ジョンはかせのどうぶつびょういん』
- 第19回（平成7年度） - 上坂宗万 『パンツ，パンツ，パンツ』
- 第20回（平成8年度） - 阿部雅代 『ふとっちょてんちょうさんはおおいそがし』
- 第21回（平成9年度） - まなべたよこ 『こがらしふくよはこりぷった』
- 第22回（平成10年度） - 吉岡ゆかり 『ぴこぴこどうぶつびょういん』
- 第23回（平成11年度） - 川田みどり 『空とぶねずみ』
- 第24回（平成12年度） - 西岡圭見 『はずかしがりやのポッポおばさん』
- 第25回（平成13年度） - 高橋環 『くまさんをよろしく』
- 第26回（平成14年度） - 江積久子 『おにぎりのすきなわかとのさま』

ほか、優秀賞受賞者に岡田貴久子、坂東眞砂子（いずれも第7回）ら。